# Република Македонија на Светском првенству у атлетици на отвореном 2009.
Македонија је на Светском првенству у атлетици на отвореном 2009. оджаном у Берлину од 15 до 23. августа, учествовала је са једном спотисткињом која се такмичила у трци на 100 метара.

### Жене
Тркачке дисциплине
| Атлетичарка  | ЛР    | Дис.  | Група    | Група      | Четвртфинале      | Четвртфинале      | Полуфинале        | Полуфинале        | Финале            | Финале | Детаљи |
| Атлетичарка  | ЛР    | Дис.  | Резултат | Место      | Резултат          | Место             | Резултат          | Место             | Резултат          | Место  | Детаљи |
| ------------ | ----- | ----- | -------- | ---------- | ----------------- | ----------------- | ----------------- | ----------------- | ----------------- | ------ | ------ |
| Ивана Рожман | 12,07 | 100 м | 12,60    | 5. у гр. 4 | Није се пласирала | Није се пласирала | Није се пласирала | Није се пласирала | Није се пласирала |        |        |